# Kerodon acrobata
Kerodon acrobata är en gnagare i familjen marsvin som förekommer i centrala Brasilien. Arten beskrevs så sent som 1997 och fram till 2008 var bara tre individer kända. Djurets närmaste släkting är klippmarsvinet som tillhör samma släkte.
Arten är bara känd från delstaten Goias i Brasilien men kan ha ett större utbredningsområde. Den lever i savannen Cerradon och hittades där bland annat nära klippor. Kerodon acrobata äter kaktusväxter, rotknölar av maniok (Manihot esculenta) och blad.
Artepitet, acrobata, syftar på individernas livliga rörelser.